# Карасу (отвод Бозсу)
Карасу́ (узб. Qorasuv, Қорасув — «Чёрная вода») — канал в Ташкенте и Ташкентской области, левый отвод канала Бозсу. Для верхнего участка течения используются также названия Гуль и Карасу (правобережный).
По Ташкентской области протекает ещё крупный канал Карасу (левобережный), который находится на левобережье реки Чирчик. В самой столице имеются два других небольших канала с названием Карасу: один расположен между каналами Каракамыш и Дамарык (41°22′01″ с. ш. 69°11′17″ в. д.), другой является рукавом Салара (41°15′30″ с. ш. 69°14′08″ в. д.).
Правобережный Карасу является естественным протоком Чирчика, ещё в древности преобразованным в канал.

## Описание
Берёт начало из Бозсу ниже Аккавакской ГЭС (ГЭС № 2). Вначале отходя к востоку, затем почти постоянно течёт в юго-западном направлении. Протекает через Кибрайский район Ташкентского вилоята, Мирзо-Улугбекский, Яшнабадский, Мирабадский и Сергелийский районы Ташкента.
По берегам канала расположены резиденция президента Узбекистана «Дурмень», Международный аэропорт «Ташкент», Ташкентский тракторный завод, производственное объединение ТАПОиЧ, комбинат «Узбум», завод «Электроаппарат», метродепо Узбекистанской линии, жилые массивы Ахмад Югнакий, Карасу и Городок Авиастроителей, посёлки Гагарина и Татарский (вошедшие в черту города), ПКиО им. Фурката, несколько небольших кладбищ (в том числе, одно православное). Пересекает автомобильную дорогу Р-6, крупные проезды столицы: улицу Темур Малик, Ташкентскую Кольцевую Автомобильную дорогу, Ахангаранское шоссе, Ферганское шоссе, улицу Абдурауфа Фитрата и несколько раз — железнодорожные пути (в основном подъездные). Орошаемая площадь — 3500 гектаров.
У канала имеется довольно крупное побочное русло Кичкина-Карасу («Маленький Карасу»), которое сливается с основным у православного кладбища на холме Шур-тепе в северо-восточной части Ташкента.
В прошлом Карасу впадал в Салар неподалёку от железнодорожной станции «Жанубий». Ныне канал доходит до водоотделителя, откуда берёт начало отвод Урус (см. ниже).

## Отводы Карасу
Туртары́к (Турт) — правый отвод, берёт начало у границы города, на массиве Ахмад Югнакий (41°21′09″ с. ш. 69°23′20″ в. д.). Течёт в юго-восточном направлении по Мирзо-Улугбекском району.
Уру́с — левый отвод, крупный арык, в которой переходит большая часть воды самого Карасу. Начинается в Сергелийском районе, близ аэропорта (41°15′09″ с. ш. 69°16′56″ в. д.), имея юго-восточное направление. Вскоре пересекает границу города, в Ташкентском вилояте проходит через населённые пункты Ханабад и Октепа. Достигая железной дороги Ташкент — Ангрен, поворачивает на юг и течёт вдоль неё. Вновь оказывается на территории столицы и в районе железнодорожной станции Сергели впадает в арык Чартак (отвод реки Чирчик), значительно пополняя его.
Эски Палван — отвод, берущий начало близ аэропорта
В числе крупных отводов на территории города энциклопедия «Ташкент» называет также Сарыкуль, Румал и Пульэмас.
Протяжённым являлся также отвод Чильдухторан, который протекал по будущей территории завода ТАПОиЧ.

## Исторические события
В 1799 году на берегу Карасу состоялась битва между войсками Ташкентского государства и Кокандского ханства, в которой правитель Ташкента Юнусходжа разбил захватчиков и взял в плен 70 человек (впоследствии были публично казнены).
В 1865 году в местности Шур-тепе при слиянии каналов Карасу и Кичкина-Карасу разместился лагерь российских войск во главе с генералом М. Г. Черняевым, наступавших на Ташкент. 9 мая на лагерь напали силы кокандцев под командованием амира и лашкара Алимкула, которые преследовали разведывательный отряд после победы в стычке между Саларом и Дарханом. Завязалась жестокая перестрелка, перешедшая в рукопашный бой. Войска и ополчение кокандцев были разбиты, сам Алимкул получил смертельное ранение. На месте захоронения 25 погибших российских солдат возникло первое в Ташкенте православное кладбище Шортепа, которое сохранилось поныне.